# Unimodale Abbildung

Die Abbildung hat ein eindeutiges Maximum in.

 Eine unimodale Abbildung oder unimodale Funktion ist in der Mathematik eine Funktion mit einem eindeutigen (lokalen und globalen) Maximum wie zum Beispiel {\displaystyle f(x)=-x^{2}}.

## Definition
Die präzise Definition lautet wie folgt:
Eine Abbildung {\displaystyle f\colon I\to I} eines Intervalls {\displaystyle I\subset \mathbb {R} } in sich mit {\displaystyle f(\partial I)\subset \partial I} ist unimodal, wenn es ein {\displaystyle m\in I} gibt, so dass {\displaystyle f(x)} für {\displaystyle x\leq m} streng monoton wachsend und für {\displaystyle x\geq m} streng monoton fallend ist.
Aus der Definition folgt, dass {\displaystyle f(m)} der maximale Funktionswert von {\displaystyle f} ist und dass {\displaystyle f} neben {\displaystyle m} keine weiteren lokalen Maxima besitzt.

## Beispiele
- Eine quadratische Funktion {\displaystyle f(x)=ax^{2}+bx+c} mit {\displaystyle a<0} ist unimodal.
- Die Entropie in der Informationstheorie ist unimodal.
- Das Negative der Betragsfunktion ist unimodal.
- Die Zeltabbildung ist unimodal.